# Douglas Cochrane, 12th Earl of Dundonald
Generalporočnik Douglas Mackinnon Baillie Hamilton Cochrane, 12th Earl of Dundonald, KCB, KCVO, škotski plemič in general, * 29. oktober 1852, † 12. april 1935. 

## Vojaška kariera
Leta 1870 je postal častnik pri Life Guards, v sestavi katerega se je udeležil nilske ekspedicije, puščavskega pohoda in leta 1885 tudi obleganja Kartuma. Leta 1895 je postal poveljnik 2nd Life Guards..
Nato je služil v drugi burski vojni in leta 1899 postal poveljnik Mounted Brigade, ki je bila del natalske oborožene sile; z brigado se je udeležil obleganja Ladysmitha februarja 1900.
Leta 1902 je bil imenovan za Generala poveljnika milice Kanade (General Officer Commanding the Militia of Canada).
Med prvo svetovno vojno je bil načelnik Komiteja Admiraliteta za dimne zavese.